# Nils Gillberg
Nils Wilhelm Gillberg, född 1806 i Uddevalla, död 1849 i Stockholm, var en svensk ämbetsman och musiker.
Gillberg var överkommissarie i Civilstatens pensionskassa. Han var en av Stockholms främsta amatörer på altfiol och invaldes som ledamot av Kungliga Musikaliska Akademien 1845. Han blev ihjälslagen en kväll i Kungsbacken i Stockholm, då han försökte avstyra ofog.